# Liste von Sakralbauten in Pattensen
Die Liste von Sakralbauten in Pattensen nennt Kirchengebäude und andere Sakralbauten in Pattensen, Region Hannover, Niedersachsen.

## Liste
| Bild | Name                   | Ort                | Koordinaten                     | Konfession der Gemeinde                              |
| ---- | ---------------------- | ------------------ | ------------------------------- | ---------------------------------------------------- |
|      | Kirche                 | Hüpede             | 52° 14′ 33,3″ N, 9° 43′ 59,3″ O | evangelisch-lutherisch                               |
|      | St.-Georg-Kirche       | Jeinsen            | 52° 12′ 52,2″ N, 9° 47′ 32,8″ O | evangelisch-lutherisch                               |
|      | Gutskapelle            | Koldingen          | 52° 16′ 23,5″ N, 9° 47′ 41,5″ O | evangelisch-lutherisch                               |
|      | Schlosskapelle         | Schloss Marienburg | 52° 10′ 22″ N, 9° 45′ 58″ O     | evangelisch-lutherisch                               |
|      | St.-Lucas-Kirche       | Pattensen          | 52° 15′ 49,8″ N, 9° 45′ 33,9″ O | evangelisch-lutherisch                               |
|      | St. Maria              | Pattensen          | 52° 16′ 6″ N, 9° 45′ 37,8″ O    | römisch-katholisch                                   |
|      | EFG Pattensen          | Pattensen          | 52° 15′ 47,6″ N, 9° 45′ 38,1″ O | evangelisch-freikirchlich                            |
|      | Neuapostolische Kirche | Pattensen          | 52° 15′ 40,2″ N, 9° 46′ 14,3″ O | neuapostolisch                                       |
|      | Gutskapelle            | Reden              | 52° 16′ 53,9″ N, 9° 47′ 9,3″ O  | evangelisch-lutherisch                               |
|      | Thomas-Kirche          | Schulenburg        | 52° 11′ 36,5″ N, 9° 46′ 45,3″ O | evangelisch-lutherisch                               |
|      | Neuapostolische Kirche | Schulenburg        | 52° 11′ 34,2″ N, 9° 46′ 29,8″ O | ehemals neuapostolisch, 2009 aufgegeben und verkauft |
|      | Heilig-Kreuz-Kirche    | Schulenburg        | 52° 11′ 56,5″ N, 9° 46′ 57,8″ O | ehemals römisch-katholisch, 2012 aufgegeben          |